# Diocèse de Wamba
Le diocèse de Wamba est une circonscription ecclésiastique de l'Église catholique dans la Province orientale de la République démocratique du Congo. Le vicariat apostolique de Wamba est érigé en diocèse en 1959. 

## Histoire
Le vicariat apostolique de Wamba est érigé le 10 mars 1949 à partir de territoires du vicariat apostolique de Stanley Falls. Il devient diocèse de Wamba à partir du 10 novembre 1959.
En novembre et décembre 1964, lors de la Rébellion Simba qui agita toute la partie orientale du Congo, 27 prêtres missionnaires déhoniens (belges et néerlandais), dont l'évêque de Wamba, Mgr Joseph Wittebols, furent torturés et assassinés.
Après la mort de Mgr Wittebols, assassiné le 26 novembre 1964, le siège épiscopal resta vacant durant quatre ans. Lorsque la situation le permit un successeur Mgr Gustave Olombe Atelumbu fut nommé (5 septembre 1968) et resta en fonction jusqu'en 1990. Il fut lui-même remplacé par Charles Kambale Mbogha (11 juin 1990 - 6 décembre 1995).

## Ordinaires
Vicaire apostolique
- Joseph Wittebols, S.C.I. (10 mars 1949 - 10 novembre 1959), promu évêque

Évêques
- Joseph Wittebols, S.C.I. (10 novembre 1959 - 26 novembre 1964)
- Gustave Olombe Atelumbu Musilamu (en) (5 septembre 1968 - 11 juin 1990)
- Charles Kambale Mbogha, A.A. (11 juin 1990 - 6 décembre 1995), nommé évêque d'Isiro-Nyangara
- Janvier Kataka Luvete (8 novembre 1996 - 17 janvier 2024)
- Emmanuel Ngona Ngotsi, M. Afr. (depuis le 17 janvier 2024)
  - Sosthène Ayikuli Udjuwa (3 août 2024 - 15 septembre 2024), administrateur apostolique sede plana

## Paroisses
En 2022, le diocèse de Wamba compte 25 paroisses.

## Sources
- (en) Données sur Catholic-hierarchy.com